# Chilches

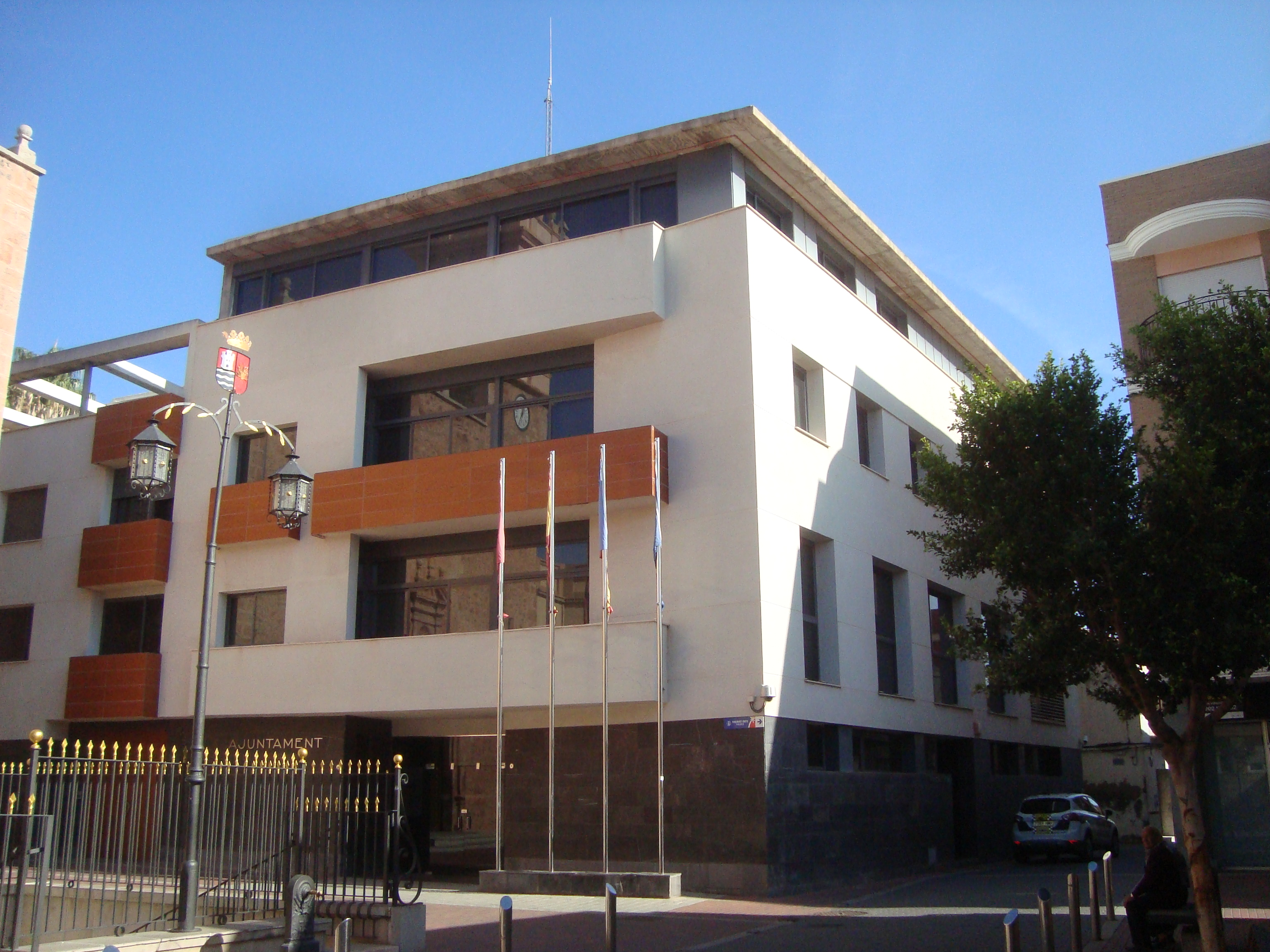
Ayuntamiento de Chilches

Chilches (en valenciano, Xilxes) es un municipio de la provincia de Castellón en la  Comunidad Valenciana, España. Situado en la comarca de la Plana Baja. Cuenta con 2981 habitantes (INE 2023).

## Geografía
Integrado en la comarca de Plana Baja, se sitúa a 30 kilómetros de la capital provincial. El término municipal está atravesado por la autopista del Mediterráneo (AP-7) y por la carretera nacional N-340, entre los pK 948 y 950, además de por carreteras locales que conectan con Playa de Chilches y Vall de Uxó. 
El relieve es predominantemente plano, salvo al oeste, donde se alzan las primeras estribaciones de la sierra de Espadán. La altitud oscila entre los 160 metros al noroeste, cerca del Alt de la Punta, y el nivel del mar. El pueblo se encuentra a 7 metros sobre el nivel del mar.

### Localidades limítrofes
Localidades limítrofes
| Noroeste: Vall de Uxó | Norte: Vall de Uxó y Moncófar | Noreste: Moncófar      |
| Oeste: Vall de Uxó    | Chilches                      | Este: Mar Mediterráneo |
| Suroeste: La Llosa    | Sur: La Llosa                 | Sureste: La Llosa      |

### Núcleos de población
En el término municipal de Chilches se encuentra también el siguiente núcleo de población:
- Playa de Chilches.

Las playas de Chilches se encuentran a 3,5 km del casco urbano de la población. Se accede a través de una carretera ancha y recta hasta el poblado marítimo. La zona marítima cuenta con dos playas: El Cerezo y Les Cases, ambas de fina arena y con abundantes rocas.

## Historia
La existencia de Chilches se remonta a la época romana, siendo fundada en el año 201 a. C. Merecen especial mención el miliario que demuestra que por la población pasaba la Vía y la "Estatuilla de Mercurio", realizada en bronce. Con la caída del Imperio Romano y las posteriores invasiones musulmanas, se convirtió en una villa romano-musulmana constituida por cuatro alquerías.
Fue conquistada por Jaime I en 1238, que la vendió un año después a Jaime Pérez de Daroca; retornó a la Corona y Jaime I la volvió a vender, esta vez a Francesc de Próxita, juntamente con otros lugares, que constituyeron la baronía de Almenara, posteriormente elevada a condado por Alfonso el Magnánimo. En 1256, fue saqueada e incendiada por los moriscos sublevados de la sierra de Espadán.  Fue declarada "villa real" por Real Pragmática, expedida en Zaragoza el 14 de junio de 1297, y Baronía de Chilches, expedida, igualmente, por Real Pragmática en Valencia el 13 de febrero de 1306. 
De nuevo, en 1583, fue devastada por piratas berberiscos que desembarcaron en su costa.

## Demografía
Chilches cuenta con una población de 3094 habitantes (INE 2024).

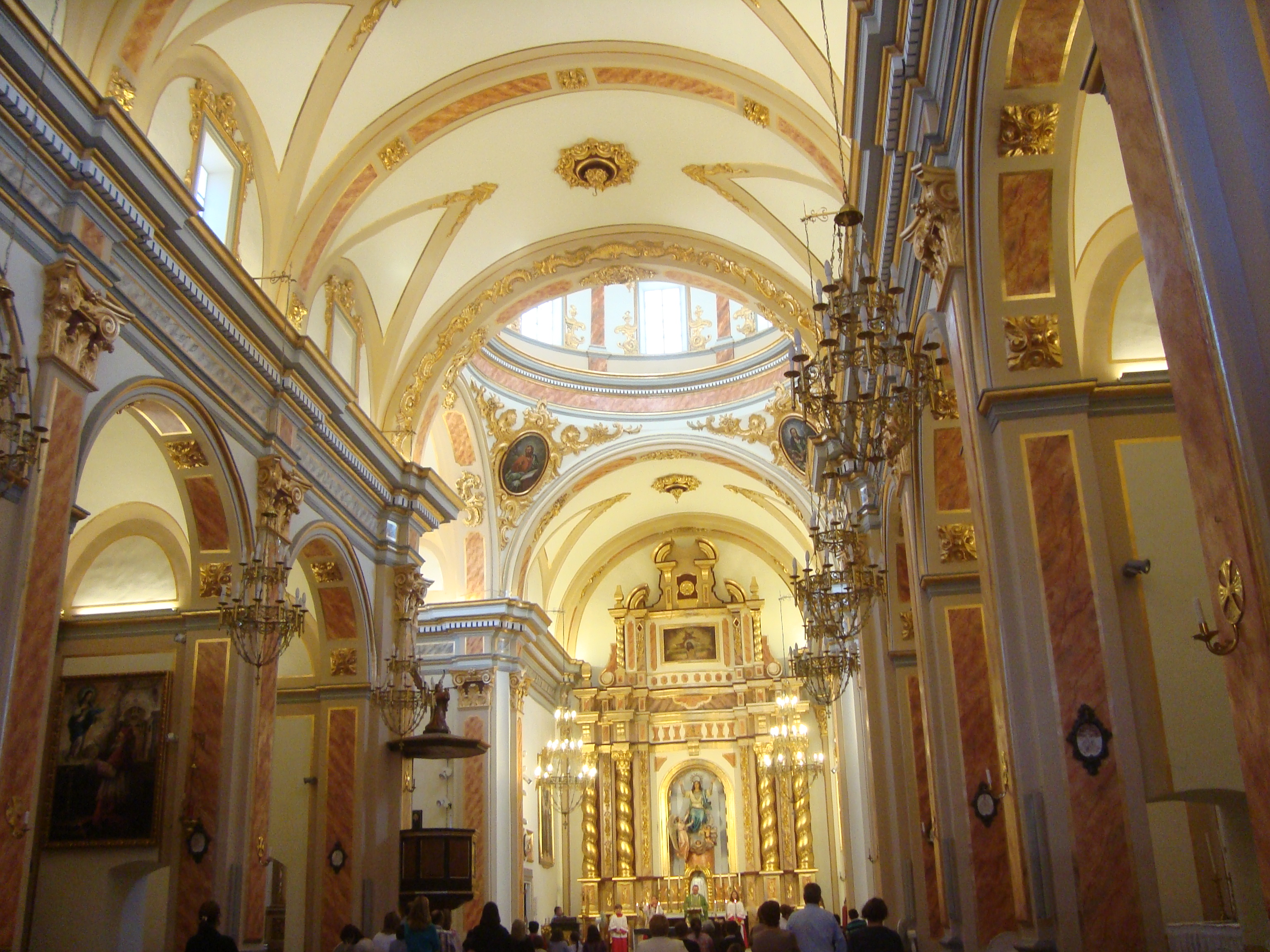
Església de l'Assumpció (Xilxes).

| Gráfica de evolución demográfica de Chilches entre 1842 y 2021 |
| |
| Población de derecho según los censos de población del INE Población de hecho según los censos de población del INEEn estos censos se denominaba Chilches: 1842, 1857, 1860, 1877, 1887, 1897, 1900, 1910, 1920, 1930, 1940, 1950, 1960, 1970, 1981 y 1991 |

| 1990 | 1992 | 1994 | 1996 | 1998 | 2000 | 2002 | 2004 | 2005 | 2007 | 2008 | 2010 | 2011 | 2012 | 2013 | 2014 | 2015 | 2016 | 2019 | 2021 |
| ---- | ---- | ---- | ---- | ---- | ---- | ---- | ---- | ---- | ---- | ---- | ---- | ---- | ---- | ---- | ---- | ---- | ---- | ---- | ---- |
| 2175 | 2144 | 2188 | 2216 | 2222 | 2299 | 2411 | 2550 | 2566 | 2713 | 2821 | 2894 | 2844 | 2875 | 2925 | 2853 | 2752 | 2677 | 2679 | 2795 |

## Economía
Basada tradicionalmente en la agricultura con claro predominio del cultivo de cítricos. En la actualidad se está desarrollando aceleradamente el sector turístico al contar con la playa litoral. También cabe destacar su industria cerámica tan presente en la provincia de Castellón.

## Política
| Periodo   | Nombre                    | Partido   |
| --------- | ------------------------- | --------- |
| 1979-1983 | Vicente Mecho             | UCD       |
| 1983-1987 | Francisco Manzano Paradís | PSPV-PSOE |
| 1987-1991 | Francisco Manzano Paradís | PSPV-PSOE |
| 1991-1995 | Vicente Lapuerta Serra    | PP        |
| 1995-1999 | Vicente Lapuerta Serra    | PP        |
| 1999-2003 | Vicente Lapuerta Serra    | PP        |
| 2003-2007 | Vicente Lapuerta Serra    | PP        |
| 2007-2011 | Vicente Lapuerta Serra    | PP        |
| 2011-2015 | Vicente Martínez Mus      | PP        |
| 2015-2019 | José Martínez Melchor     | PSPV-PSOE |
| 2019-2023 | José Martínez Melchor     | PSPV-PSOE |
| 2023-act. | Ismael Minguet Teresa     | PP        |

## Monumentos

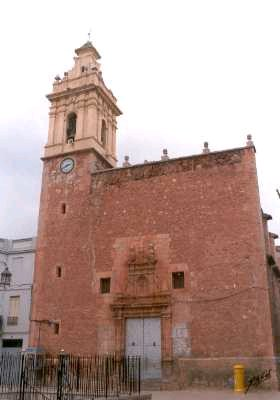
Iglesia parroquial

- Iglesia Parroquial de la Asunción de Nuestra Señora. Dedicada a la Asunción de Santa María. De estilo neoclásico, conserva en buen estado su primitiva construcción. La actual iglesia parroquial de Chilches es un edificio de estilo barroco y neoclásico cuyo comienzo de construcción data de finales del siglo XVII. A lo largo del tiempo ha experimentado diferentes obras de remodelación. Su planta consta de nave única con capillas laterales comunicadas entre sí, y alojadas entre los contrafuertes; crucero poco marcado; y testero plano.

La iglesia de Chilches es actualmente la única iglesia de España domotizada,[cita requerida] puesto que se instaló un sistema domótico capaz de controlar más de 40 puntos de luz y 12 toques de campana, así como la detección de presencia.
- Cementerio Medieval. En 2007 se produce su hallazgo, durante el transcurso de las obras de remodelación de la calle Juan Carlos I, ubicada en pleno centro urbano, justo al lado de la iglesia. A partir de ese momento, arrancó un largo proceso de investigación en el que se descubrieron los primeros restos, correspondientes al siglo XVIII. Con el tiempo, se han logrado sacar a la luz un total de 326 tumbas, llegándose a realizar hasta 170 inhumaciones de cuerpos datados de los siglos XVII y XVIII.

Además, también destaca la aparición de seis estelas discoidales, un osario, así como de monedas, rosarios, collares, pendientes, botones o anillos que han ayudado a fechar los hallazgos.

## Lugares de interés

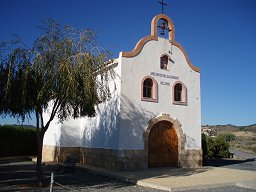
Ermita

- Paseo marítimo. Se extiende a lo largo de la franja litoral, con una longitud de 1500 m., de uso peatonal, que combina zonas pavimentadas y ajardinadas. La pasarela que se adentra 100 m. hacia el mar, albergando un banco circular donde observar el horizonte.
- Playa de El Cerezo. Playa de suave pendiente y fina arena.
- Playa de Les Cases. Destaca su zona arbolada, a cuya sombra se realizan concursos de ajedrez, de dibujo y otros que se celebran en el mes de agosto. La disposición de diversas escolleras a lo largo del litoral marítimo permite practicar la pesca.
- El Marjal. Al este del municipio, bordeando el poblado marítimo, es una zona húmeda que destaca por su valor ecológico.
- Ermita del Santísimo Cristo de la Junquera. Lugar, donde según la tradición, los hermanos Pere y Joan Margalló encontraron el 18 de enero de 1625 la imagen de un Cristo con los pies sobre una junquera, descubrimiento que originó el culto del que sería el patrón de Chilches. De la primitiva ermita (posterior a 1625) sólo quedan escasos restos. Este antiguo templo debió ser una modesta construcción de mampostería de unos 60 m² con planta de cruz griega, orientado al este, y ya arruinado a principios del siglo XX. La ermita fue restaurada en el año 2000. Es un pequeño templo totalmente exento, con cubierta de tejas a dos aguas y planta de cruz latina cuyos cortos brazos asoman en los laterales, con tejados propios. Posee ábside semicircular con dos ventanas. La fachada remata en frontón curvilíneo con cornisa de ladrillos que engloba la espadaña con campana y cruz de forja. La puerta de acceso se inserta en arco de medio punto con grandes y desiguales dovelas. Sobre ella se abren dos grandes ventanas también de medio punto, y un nicho con retablillo cerámico representando el descubrimiento del Cristo. Se encuentra a poco más de 1 km de la población, en la partida de Les Xovaes, y se accede a ella desde la carretera que del pueblo lleva a las playas, siguiendo el Camí dels Horts y el de la ermita.

### Playas

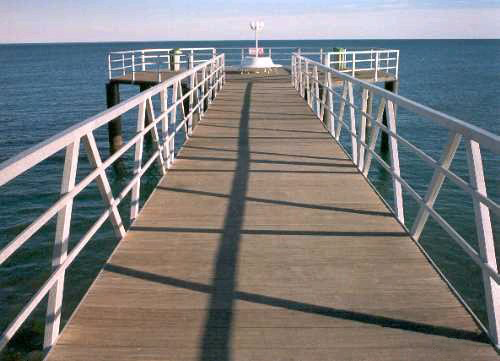
Mirador.

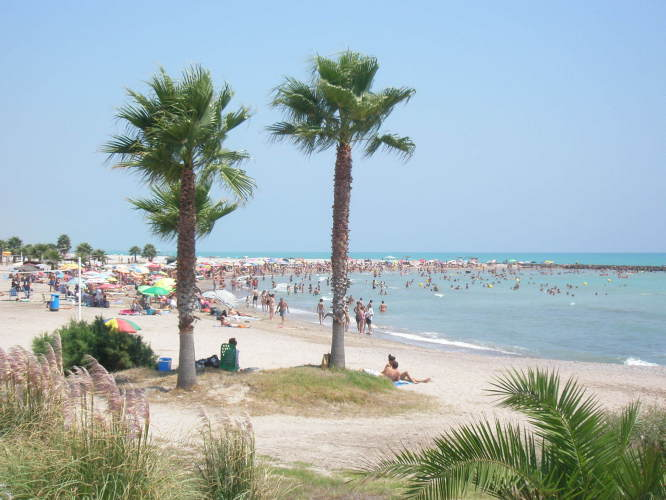
Playa de Chilches

Las playas de Chilches se encuentran a 3,5 km del casco urbano de la población. En el núcleo de población Playa de Chilches. En ella se encuentra situada la Bandera Azul de la Comunidad Europea de la playa de Les Cases. La zona marítima cuenta con dos playas: El Cerezo y Les Cases, ambas de fina arena.
El paseo marítimo tiene una longitud de 1,5 km, ancho y totalmente peatonal. Se trata de un paseo de estilo moderno, con espacios verdes y zonas lúdicas. Cabe destacar el mirador, que permite adentrarse en el mar para contemplar las vistas.
- Playa de Les Cases. Apta para actividades y juegos, como las velas del windsurf, catamarán o motos acuáticas. Destaca su zona arbolada, a cuya sombra se realizan concursos de ajedrez y dibujo, entre otros. En verano se celebran torneos de voleibol, en especial el torneo nocturno que da inicio a las fiestas de la localidad la segunda semana de agosto, con una duración de 24h.

| características                          |  |
| ---------------------------------------- |  |
| Longitud: 532 m.                         |  |
| Anchura media en baja/plena mar 55/52 m. |  |
| Grado ocupación alta                     |  |
| Bandera azul, ISO 9001 y 14001           |  |

- Playa de El Cerezo. Supera más de 1700 usuarios, y destaca por la eliminación de barreras arquitectónicas para adaptarse a las necesidades de las personas con alguna discapacidad física. También es considerada óptima para el buceo.

| características                                         |  |
| ------------------------------------------------------- |  |
| Longitud 820 m.                                         |  |
| Anchura media en baja/plena mar 30/34 m.                |  |
| Grado ocupación alta                                    |  |
| Bandera azul, ISO 9001 y 14001, Q de Calidad Turística. |  |

## Fiestas

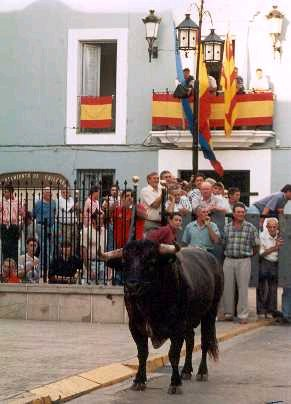
"Bous al carrer"

- San Vicente Ferrer. Tienen su comienzo la semana siguiente de la Pascua de Resurrección. Cuenta con espectáculos y actividades diversas como los Bous al carrer, verbenas, actos religiosos, etc. Los representantes de esta fiesta son los Festeros y Clavarios, que durante un año organizan numerosos eventos para recaudar dinero que ayude a la celebración de la fiesta.

- San Roque. Se inician estas fiestas el sábado anterior al día 15 de agosto.

- Fiestas Patronales. En honor al Stmo. Cristo de la Junquera. Se celebran a mitad del mes de septiembre, ofreciendo una gran variedad de actos lúdicos y religiosos (bous al carrer, conciertos, teatro, etc.) Cada año es elegida una joven para representar a Chilches en numerosos actos por toda la provincia y recibe el nombre de "reina de las fiestas" durante todo un año.
- Fiestas veraniegas. Tienen lugar en la zona de la playa durante la segunda semana de agosto. La duración es de 10 días y se alternan diversas actividades como conciertos, rutas de senderismo nocturnas, toros, carreras benéficas y discomóbiles.